# 8653-as busz
A 8653-as jelzésű autóbusz helyközi autóbuszjárat volt Almásfüzitő és Neszmély között.
Útvonalának hossza Dunaalmás lakótelep érintése nélkül 7,8 km, Dunaalmás lakótelep érintésével 10 km volt. Menetideje 11 - 15 perc volt. Egy járatpár iskolai előadási napokon Almásfüzitő és Dunaalmás között közlekedett, ennek a járatnak az útvonalhossza 6  km, menetideje 8 perc  volt.

## Megállóhelyei
| 8653 (Almásfüzitő – Neszmély) | 8653 (Almásfüzitő – Neszmély) | 8653 (Almásfüzitő – Neszmély)        | 8653 (Almásfüzitő – Neszmély) | 8653 (Almásfüzitő – Neszmély) | 8653 (Almásfüzitő – Neszmély) | 8653 (Almásfüzitő – Neszmély)                                                                    | 8653 (Almásfüzitő – Neszmély) |
| Sorszám (↓)                   | Sorszám (↓)                   | Megállóhely                          | Sorszám (↑)                   | Sorszám (↑)                   | Sorszám (↑)                   | Átszállási kapcsolatok a járat megszűnésekor                                                     |                               |
| ----------------------------- | ----------------------------- | ------------------------------------ | ----------------------------- | ----------------------------- | ----------------------------- | ------------------------------------------------------------------------------------------------ | ----------------------------- |
| 0                             | 0                             | Almásfüzitő, vasútállomás végállomás | 8                             | 6                             | 3                             | 803, 812 1721, 1852 8462, 8479, 8656, 8659, 8660, 8661, 8741 S10, S74 személyvonat, személyvonat |                               |
| 1                             | 1                             | Dunaalmás, Dunasor 11.               | 7                             | 5                             | 2                             |                                                                                                  |                               |
| ∫                             | ∫                             | Dunaalmás, tatai elágazás            | 6                             | 4                             | 1                             | 803, 804, 812, 814, 8700                                                                         |                               |
| 2                             | ∫                             | Dunaalmás, lakótelep végállomás      | 5                             | ∫                             | 0                             | 803, 804, 814, 8700                                                                              |                               |
| 3                             | ∫                             | Dunaalmás, tatai elágazás            | 4                             | ∫                             |                               | 803, 804, 812, 814, 8700                                                                         |                               |
| 4                             | 2                             | Dunaalmás, községháza                | 3                             | 3                             |                               | 803, 804, 812, 814 1721 8700                                                                     |                               |
| 5                             | 3                             | Neszmély, orvosi rendelő             | 2                             | 2                             |                               | 803, 804, 812, 814, 8700                                                                         |                               |
| 6                             | 4                             | Neszmély, Rózsa utca                 | 1                             | 1                             |                               | 803, 804, 812, 814, 8700                                                                         |                               |
| 7                             | 5                             | Neszmély, művelődési ház végállomás  | 0                             | 0                             |                               | 803, 804, 812, 814 1721 8700                                                                     |                               |